# Poetul
Poetul este o poezie scrisă de George Coșbuc.
"Sant suflet in sufletul neamului meu
Si-i cant bucuria si-amarul -
In ranele tale durutul sant eu,
Si-otrava deodata cu tine o beu
Cand soarta-ti intinde paharul.
Si-oricare-ar fi drumul pe care-o s-apuci,
Rabda-vom pironul aceleiasi cruci,
Unindu-ne steagul si larul,
Si-altarul sperantei oriunde-o sa-l duci,
Acolo-mi voi duce altarul.
Sant inima-n inima neamului meu
Si-i cant si iubire, si ura -
Tu, focul, dar vantul ce-aprinde sant eu ;
Vointa ni-e una, ca-i una mereu
In toate-ale noastre masura.
Izvor esti si tinta a totul ce cant -
Iar daca vrodat-as grei vrun cuvant
Cum nu-ti glasuieste Scriptura,
Ai fulgere-n cer, tu, cel mare si sfant.
Si-nchide-mi cu fulgerul gura !
Ce-s unora lucruri a toate mai sus
Par altora lucruri desarte.
Dar stie cel ce compasul si-a pus,
Pe margine lumii-ntre viata si-apus.
De-i alb ori e negru ce-mparte !
Iar tu mi-esti in suflet, si-n suflet ti-s eu,
Si secolii-nchid-ori deschida cum vreu
Eterna ursitelor carte,
Din suflet eu fi-ti-voi, tu, neamule-al meu,
De-a pururi nerupta sa parte !"